# SN 2000er
SN 2000er – supernowa typu Pec odkryta 23 listopada 2000 roku w galaktyce PGC0009132. W momencie odkrycia miała maksymalną jasność 15,10m.